# Булахов (Черниговская область)
Бу́лахов (укр. Булахів) — село в Козелецком районе Черниговской области Украины. Население 250 человек. Занимает площадь 3,074 км²
Код КОАТУУ: 7422081801. Почтовый индекс: 17070. Телефонный код: +380 4646.

## Исторические факты
Булахов известен с 1666 г. Советская власть установлена в январе 1918 г.  В 1930 г. создан первый колхоз. На фронтах Великой Отечественной войны сражались с врагом 453 жителя Булахова, 173 из них награждены орденами и медалями СССР, 304 — погибли смертью храбрых в боях за Родину. На братских могилах воинов 143-й стрелковой дивизии, павших в боях за освобождение Булахова и Бобруек от гитлеровских захватчиков, установлены памятники.

## Власть
Орган местного самоуправления — Булаховский сельский совет. Почтовый адрес: 17070, Черниговская обл., Козелецкий р-н, с. Булахов, ул. Шевченко, 32.